# Minettia subtinctiventris
Minettia subtinctiventris är en tvåvingeart som beskrevs av Papp 1981. Minettia subtinctiventris ingår i släktet Minettia och familjen lövflugor.
Artens utbredningsområde är Tunisien. Inga underarter finns listade i Catalogue of Life.